# Саад Бгір
Саад Бгір (фр. Saad Bguir, араб. سعد بڤیر, нар. 22 березня 1994, Татауїн) — туніський футболіст, півзахисник клубу «Есперанс» та національної збірної Тунісу.

## Клубна кар'єра
У дорослому футболі дебютував 2011 року виступами за команду клубу «Стад Габезьєн», в якій провів чотири сезони, взявши участь у 61 матчі чемпіонату.
2015 року приєднався до складу клубу «Есперанс». З командою вигравав чемпіонат і Кубок Тунісу, а 2018 року виграв з командою Лігу чемпіонів КАФ.

## Виступи за збірну
2015 року дебютував в офіційних матчах у складі національної збірної Тунісу.

## Досягнення
- Чемпіон Тунісу: 2016/17, 2017/18
- Володар Кубка Тунісу: 2017/18
- Переможець Ліги чемпіонів КАФ: 2018
- Переможець Арабської ліги чемпіонів: 2017